# 党占富
党占富，中华人民共和国政治人物、全国脱贫攻坚先进个人。

## 生平
党占富任乌拉特中旗扶贫开发办公室党组成员、副主任。因在脱贫攻坚战中作出突出贡献，2021年2月25日全国脱贫攻坚总结表彰大会上，党占富被授予“全国脱贫攻坚先进个人”。